# Copa Europeia CONIFA de 2017
A Copa Europeia ConIFA de 2017 foi a segunda edição da Copa Europeia ConIFA, um torneio internacional de futebol para os estados, minorias, povos sem pátria e regiões não filiados à FIFA com filiação à Europa, organizado pela ConIFA. O torneio foi disputado na República Turca de Chipre do Norte.

## Torneio
Após a Copa Europeia ConIFA de 2015, o próximo torneio foi anunciado entre os dias 4 e 11 de junho de 2017, no Chipre do Norte, na Assembleia Geral Anual da organização, em fevereiro de 2017. Um total de oito equipes foi anunciado como participante do torneio, planejado para ser realizado em quatro locais.

### Estádios
| Nicósia                         | Cirênia                      | Famagusta                    | Morfu                        |
| ------------------------------- | ---------------------------- | ---------------------------- | ---------------------------- |
| Lefkoşa Atatürk Stadı           | Mete Adanır Stadyumu         | Dr. Fazıl Küçük Stadı        | Üner Berkalp Stadyumu        |
|                                 |                              |                              |                              |
| 35° 12′ 49″ N, 33° 20′ 16″ L    | 35° 20′ 49″ N, 33° 15′ 40″ L | 35° 07′ 10″ N, 33° 57′ 06″ L | 35° 12′ 22″ N, 32° 59′ 31″ L |
| Capacidade: 28,000              | Capacidade: 1,500            | Capacidade: 7,000            | Capacidade: 7,000            |
| Nicósia Cirênia Famagusta Morfu |                              |                              |                              |

## Participantes
Um total de oito equipes foram anunciadas como participantes - tanto a atual detentora da Copa Europeia, a Padânia, como a campeã da Copa do Mundo ConIFA de 2016, a Abecásia, classificaram-se automaticamente, sendo o restante votado pelos membros da ConIFA.
- Abecásia
- Chipre do Norte
- Lapônia
- Occitânia
- Condado de Nice
- Ellan Vannin
- Padânia
- País Sículo

### Desistências
Após o anúncio dos oito participantes, três desistiram:
- A Lapônia retirou-se e foi substituída pela Ossétia do Sul.
- O condado de Nice retirou-se e foi substituído pela Alta Hungria.
- A Occitânia retirou-se e foi substituída pela Transcarpátia.

## Tabela

### Fase de grupos
| Legenda | Legenda                                        |
| ------- | ---------------------------------------------- |
|         | Equipes classificadas para as quartas de final |

#### Grupo A
| Equipe          | Pts. | J | V | E | D | GM | GS | SG  |
| --------------- | ---- | - | - | - | - | -- | -- | --- |
| Chipre do Norte | 7    | 3 | 2 | 1 | 0 | 9  | 0  | +9  |
| Abecásia        | 5    | 3 | 1 | 2 | 0 | 4  | 3  | +1  |
| Transcarpátia   | 4    | 3 | 1 | 1 | 1 | 6  | 4  | +2  |
| Ossétia do Sul  | 0    | 3 | 0 | 0 | 3 | 2  | 14 | −12 |

| 4 de junho de 2017 | Chipre do Norte      | 1 - 0 | Transcarpátia | Lefkoşa Atatürk Stadı, Nicósia |
| 20:00 EEST         | Mustafa Yaşınses 89' |       |               |                                |

| 5 de junho de 2017 | Abecásia                                 | 2 - 1 | Ossétia do Sul   | Mete Adanır Stadyumu, Cirênia |
| 20:00 EEST         | Dmitri Kortava 1' · Ruslan Shoniya 90+1' |       | Alan Kadjaev 61' |                               |

| 6 de junho de 2017 | Ossétia do Sul | 0 - 8 | Chipre do Norte | Mete Adanır Stadyumu, Cirênia |
| 20:00 EEST         |                |       | Mustafa Yaşınses 13' · Ertaç Taşkıran 15', 20', 58' · İbrahim Çıdamlı 57', 68' · Halil Turan 62' (Pen) · Uğur Gök 88' |                               |

| 6 de junho de 2017 | Transcarpátia                     | 2 - 2 | Abecásia                 | Lefkoşa Atatürk Stadı, Nicósia |
| 20:00 EEST         | Roland Szabó 33' · Ohar Roman 77' |       | Anatoli Semenov 20', 50' |                                |

| 7 de junho de 2017 | Ossétia do Sul     | 1 - 4 | Transcarpátia                                                               | Dr. Fazıl Küçük Stadı, Famagusta |
| 20:00 EEST         | Solsan Kochiev 85' |       | Krisztián Mile 20' · Zoltán Baksa 33' · Ferenc Barta 45+1' · Tibor Kész 62' |                                  |

| 7 de junho de 2017 | Chipre do Norte | 0 - 0 | Abecásia | Üner Berkalp Stadyumu, Morfu |
| 20:00 EEST         |                 |       |          |                              |

#### Grupo B
| Equipe       | Pts. | J | V | E | D | GM | GS | SG |
| ------------ | ---- | - | - | - | - | -- | -- | -- |
| Padânia      | 7    | 3 | 2 | 1 | 0 | 4  | 1  | +3 |
| País Sículo  | 4    | 3 | 1 | 1 | 1 | 5  | 4  | +1 |
| Ellan Vannin | 3    | 3 | 1 | 0 | 2 | 3  | 5  | +2 |
| Alta Hungria | 3    | 3 | 1 | 0 | 2 | 1  | 3  | −2 |

| 5 de junho de 2017 | Padânia         | 1 - 0 | Ellan Vannin | Üner Berkalp Stadyumu, Morfu |
| 20:00 EEST         | Andrea Rota 70' |       |              |                              |

| 5 de junho de 2017 | Alta Hungria       | 1 - 0 | País Sículo | Dr. Fazıl Küçük Stadı, Famagusta |
| 20:00 EEST         | Richard Križan 55' |       |             |                                  |

| 6 de junho de 2017 | País Sículo      | 1 - 1 | Padânia        | Dr. Fazıl Küçük Stadı, Famagusta |
| 20:00 EEST         | László Szőcs 81' |       | Andrea Rota 8' |                                  |

| 6 de junho de 2017 | Ellan Vannin        | 1 - 0 | Alta Hungria | Üner Berkalp Stadyumu, Morfu |
| 20:00 EEST         | Chriss Bass, Jr 52' |       |              |                              |

| 7 de junho de 2017 | Ellan Vannin             | 2 - 4 | País Sículo                          | Mete Adanır Stadyumu, Cirênia |
| 20:00 EEST         | Ciaran McNultey 79', 86' |       | Barna Bajkó 13', 36', 69' (Pen), 75' |                               |

| 7 de junho de 2017 | Padânia                              | 2 - 0 | Alta Hungria | Estádio Atatürk, Nicósia |
| 20:00 EEST         | Andrea Rota 62' · William Rosset 90' |       |              |                          |

### Fase final
|  | Semifinais           | Semifinais           |       |                       | Final                 | Final |  |
|  |                      |                      |       |                       |                       |       |  |
|  | 9 de junho – Cirênia |                      |       |                       |                       |       |  |
|  | Padânia              | 0 (6)                |       |                       |                       |       |  |
|  | Abecásia             | 0 (5)                |       |                       |                       |       |  |
|  |                      |                      |       |                       |                       |       |  |
|  |                      |                      |       |                       | 10 de junho – Nicósia |       |  |
|  |                      |                      |       |                       | Padânia               | 1 (3) |  |
|  |                      | Chipre do Norte      | 1 (2) |                       |                       |       |  |
|  |                      |                      |       |                       |                       |       |  |
|  |                      |                      |       |                       |                       |       |  |
|  |                      |                      |       |                       | Terceiro lugar        |       |  |
|  | 9 de junho – Nicósia | 9 de junho – Nicósia |       | 10 de junho – Cirênia | 10 de junho – Cirênia |       |  |
|  | Chipre do Norte      | 2                    |       | Abecásia              | 1                     |       |  |
|  | País Sículo          | 1                    |       |                       | País Sículo           | 3     |  |

#### Partidas de colocação
| 9 de junho de 2017 | Ossétia do Sul | 0 - 2 | Alta Hungria          | Dr. Fazıl Küçük Stadı, Famagusta |
| 20:00 EEST         |                |       | Attila Molnár 5', 42' |                                  |

| 9 de junho de 2017 | Transcarpátia                                             | 3 - 3 | Ellan Vannin                                        | Üner Berkalp Stadyumu, Morfu |
| 20:00 EEST         | Marc Kelly 2' (g.c.) · Norbert Fodor 30' · Tibor Kész 61' |       | Liam Cowin 23' · Chris Cannell 61' · Sean Doyle 83' |                              |

|  |       | Penalidades |
|  | 5 - 4 |             |

#### Semifinais
| 9 de junho de 2017 | Chipre do Norte                   | 2 - 1 | País Sículo      | Lefkoşa Atatürk Stadı, Nicósia |
| 20:00 EEST         | Serhan Önet 16' · Halil Turan 83' |       | Petru Silion 49' |                                |

| 9 de junho de 2017 | Padânia | 0 - 0 | Abecásia | Mete Adanır Stadyumu, Cirênia |
| 20:00 EEST         |         |       |          |                               |

|  |       | Penalidades |
|  | 6 - 5 |             |

#### Decisão do 3° Lugar
| 10 de junho de 2017 | País Sículo                                           | 3 - 1 | Abecásia          | Mete Adanır Stadyumu, Cirênia |
| 18:00 EEST          | Attila Csürös 9' · László Szőcs 24' · Barna Bajkó 36' |       | Dmitri Kortava 3' |                               |

#### Final
| 10 de junho de 2017 | Padânia           | 1 - 1 | Chipre do Norte | Lefkoşa Atatürk Stadı, Nicósia |
| 20:00 EEST          | Ersid Plumbaj 23' |       | Halil Turan 52' |                                |

|  |       | Penalidades |
|  | 4 - 2 |             |

## Premiação
| Copa Europeia ConIFA de 2017 |
| ---------------------------- |
| Padânia Campeão (2º título)  |

## Classificação Final
| Pos | Equipe          | Pts | J | V | E | D | GP | GC | SG  |
| --- | --------------- | --- | - | - | - | - | -- | -- | --- |
| 1   | Padânia         | 9   | 5 | 2 | 3 | 0 | 5  | 2  | 3   |
| 2   | Chipre do Norte | 11  | 5 | 3 | 2 | 0 | 12 | 2  | 10  |
| 3   | País Sículo     | 7   | 5 | 2 | 1 | 2 | 9  | 7  | 2   |
| 4   | Abecásia        | 6   | 5 | 1 | 3 | 1 | 5  | 6  | -1  |
| 5   | Transcarpátia   | 5   | 4 | 1 | 2 | 1 | 9  | 7  | 2   |
| 6   | Ellan Vannin    | 4   | 4 | 1 | 1 | 2 | 6  | 8  | -2  |
| 7   | Alta Hungria    | 6   | 4 | 2 | 0 | 2 | 3  | 3  | 0   |
| 8   | Ossétia do Sul  | 0   | 4 | 0 | 0 | 4 | 2  | 16 | -14 |

## Artilharia
5 Gols
| - Barna Bajkó |

3 Gols
| - Ertaç Taşkıran - Halil Turan - Andrea Rota |

2 Gols
| - Dmitri Kortava - Anatoli Semenov - Attila Molnár - İbrahim Çıdamlı - Mustafa Yaşınses - Ciaran McNultey - László Szőcs - Tibor Kész |

1 Gol
| - Ruslan Shoniya - Richard Križan - Uğur Gök - Serhan Önet - Chriss Bass, Jr - Chris Cannell - Liam Cowin - Sean Doyle - Alan Kadjaev - Solsan Kochiev - Ersid Plumbaj - William Rosset - Attila Csürös - Petru Silion - Zoltán Baksa - Ferenc Barta - Norbert Fodor - Krisztián Mile - Ohar Roman - Roland Szabó |

Gols-contra
| - Marc Kelly (a favor da Transcarpátia) |